# Централни усисивач
Централни усисивач представља део система централног усисавања. Примењује се у свим врстама објеката, без обзира на спратност и квадратуру. Најбитнија предност овог усисивач је та што филтрирани ваздух избацује у спољашњу средину, при чему је искључена и теоријска могућност рециркулације фине прашине приликом усисавања.
Централни усисивач се поставља у техничку просторију, гаражу, или терасу. Преко мреже цеви (ø50мм за кућну примену) повезан је са утичницама, стратешки распоређеним унутар објекта. За усисавање се користи само црево са одговарајућим наставцима. Централни усисивач се аутоматски укључује приликом уметања црева у утичницу.

Основне предности: потпуно уклањање прашине, гриња и алергена, усисавање у потпуној тишини, уштеда времена и енергије.